# Louis d’Anglure de Bourlemont

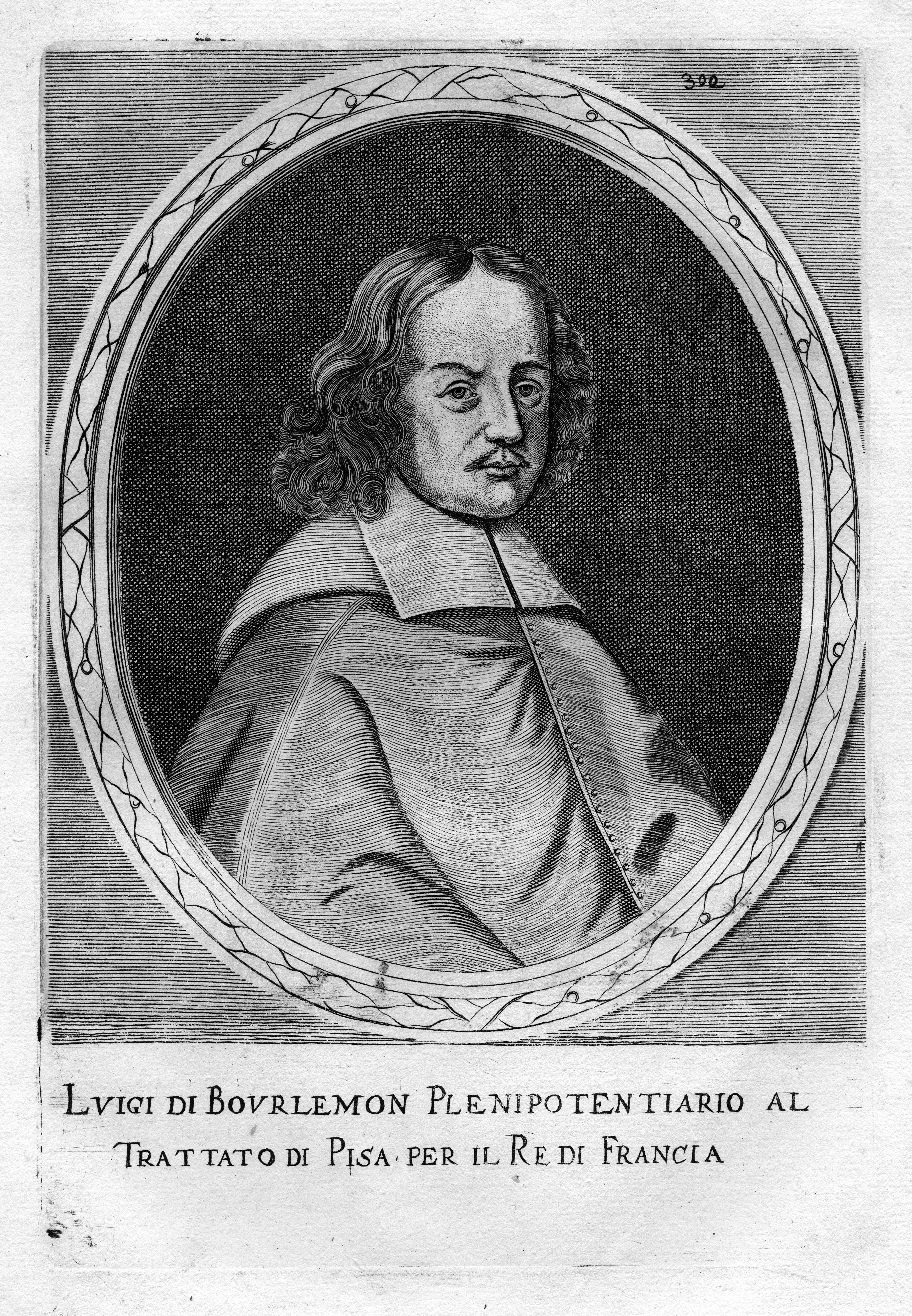
Erzbischof Louis d’Anglure de Bourlemont

Louis d’Anglure de Bourlemont (* 1617; † 9. November 1697 in Bordeaux) war ein französischer Jurist, Diplomat und Erzbischof von Bordeaux (von 1680 bis 1697).

## Leben

### Herkunft
Louis d’Anglure de Bourlemont stammte aus einer berühmten, adligen Familie der Champagne. Er war das siebte Sohn von Claude d’Anglure, Baron de Bourlemont und Prince von Amblise im Hennegau, und dessen Ehefrau Angélique Dyacette. Geboren wurde er 1617. Sein Bruder Charles-François war ebenfalls Bischof, unter anderem Erzbischof von Toulouse (1650–1657).

### Jurist und Diplomat
Louis d’Anglure de Bourlemont studierte an der Jesuitenuniversität Pont-à-Mousson, wo er den Doktortitel beider Rechte erwarb.
Mazarin schickte ihn 1657 als Auditor an die Rota in Rom, diese Tätigkeit übte er 22 Jahre aus. Ludwig XIV. ernannte ihn zudem am 6. Januar 1664 zum königlichen Bevollmächtigten beim Heiligen Stuhl, wodurch er für Frankreich verschiedene diplomatische Aufgaben am päpstlichen Hof zu erfüllen hatte. Der Friedensvertrag von Pisa vom 12. Februar 1664 wurde von Louis d’Anglure de Bourlemont für Ludwig XIV. und seitens Papst Alexander VII. von César Rasponi geschlossen. Damit wurde ein eher banaler Zwischenfall beendet, in den der französische Botschafter in Rom, Duc de Créqui, und die korsische Wachgarde des Papstes verwickelt waren. Der junge französische König Ludwig XIV. ließ Avignon besetzen und drohte eine Armee nach Italien zu schicken, woraufhin Alexander VII. den französischen Forderungen entsprach.

### Bischof
Louis d’Anglure de Bourlemont hatte mehrere Bischofsernennungen abgelehnt (1668 Bistum Tournai, 1669 Lavour). Am 3. März 1679 ernannte Ludwig XIV. ihn, gemäß dem Konkordat von 1516, zum Bischof von Fréjus. Am 1. Oktober 1679 erhielt er in der Kirche der Jesuiten vom römischen Generalvikar Gaspare Kardinal Carpegna die Bischofsweihe. Doch schon kurze Zeit später, am 12. Januar 1680, ernannte Ludwig XIV. ihn zum Bischof von Carcassonne, aber auch von diesem Bischofssitz sollte er nicht Besitz ergreifen, denn am 6. September 1680 erfolgte die Ernennung zum Erzbischof von Bordeaux. Die päpstliche Bestätigung erfolgte im April 1681, kurz darauf hielt er seinen Einzug in Bordeaux.
Obwohl eng mit dem französischen Königshof verbunden, residierte er und nur aus triftigen Gründen verließ er Bordeaux, so etwa als gewählter Vertreter des ersten Standes des Erzbistums während der Versammlung des französischen Klerus 1685 in Saint-Germain-en-Laye. De Bourlemont setzte die kirchlichen Reformbestrebungen seiner drei Amtsvorgänger fort, führte allerdings selber kaum die vom Konzil von Trient geforderten Visitationen durch, dies wohl auf Grund seines fortgeschrittenen Alters. Visitationen delegierte er vielmehr an seine Generalvikare und Archidiakone.
1683 ließ er einen Katechismus Abregé de la doctrine chrétienne herausgeben.
Louis d’Anglure de Bourlemont starb im Alter von 79 Jahren am 9. November 1697 in Bordeaux und wurde in der Kathedrale St. André beigesetzt.